# Astoria (Illinois)
Pour les articles homonymes, voir Astoria.
Astoria est une ville du comté de Franklin, dans l'Illinois, aux États-Unis. Elle est incorporée le 24 janvier 1839.
Lors du recensement de 2010, la ville comptait une population de 1 141 habitants.

## Source de la traduction
- (en) Cet article est partiellement ou en totalité issu de l’article de Wikipédia en anglais intitulé « Astoria, Illinois » (voir la liste des auteurs).